# U23 유럽 야구 선수권 대회
유럽 청년 야구 선수권 대회(CEB European Under-21 Baseball Championship)는 21세 이하의 선수들로 구성된 선수들이 출전하는 국제 야구 대회이다. 유럽 야구 연맹이 주관하는 이 대회는 2006년에 이탈리아에서 시작되었다. 2017년부터 세계대회인 21세 이하 야구 월드컵에서 U-23 야구 월드컵 대회로 바뀌면서 유럽예선 대회인 이 대회도 23세 이하 대회로 바뀌었다.

## 역대 대회 결과
21세 이하 유럽 야구 선수권 대회 (CEB European Under-21 Baseball Championship)
| 연도   | 결승전 개최 | 결승       | 결승         | 결승       | 3위        | 4위        |
| 연도   | 결승전 개최 | 우승       | 점수         | 준우승     | 3위        | 4위        |
| ------ | ----------- | ---------- | ------------ | ---------- | ---------- | ---------- |
| 2006년 | 이탈리아    | 러시아     | 16 - 9       | 프랑스     | 이탈리아   | 우크라이나 |
| 2008년 | 스페인      | 스페인     | 11 - 2       | 이탈리아   | 독일       | 체코       |
| 2010년 | 체코        | 체코       | 7 - 2        | 러시아     | 프랑스     | 우크라이나 |
| 2012년 | 체코        | 프랑스     | 12 - 1 (F/7) | 우크라이나 | 체코       | 러시아     |
| 2014년 | 체코        | 체코       | 9 - 3        | 오스트리아 | 러시아     | 우크라이나 |
| 2016년 | 이스라엘    | 우크라이나 | 7 - 5        | 러시아     | 리투아니아 | 이스라엘   |

U23 유럽 야구 선수권 대회 (U23 European Baseball Championship)
| 연도   | 결승전 개최 | 결승     | 결승          | 결승   | 3위      | 4위    |
| 연도   | 결승전 개최 | 우승     | 점수          | 준우승 | 3위      | 4위    |
| ------ | ----------- | -------- | ------------- | ------ | -------- | ------ |
| 2017년 | 체코        | 네덜란드 | 10 - 9 (F/10) | 체코   | 벨기에   | 스페인 |
| 2019년 | 체코        | 체코     | 4 - 1         | 독일   | 벨기에   | 프랑스 |
| 2021년 | 이탈리아    | 네덜란드 | 7 - 3         | 독일   | 이탈리아 | 영국   |
| 2023년 | 이탈리아    | 네덜란드 | 23 - 5 (F/5)  | 영국   | 프랑스   | 독일   |

## 메달 집계
| 순위 | 국가       | 금메달 | 은메달 | 동메달 | 합계 |
| ---- | ---------- | ------ | ------ | ------ | ---- |
| 1    | 체코       | 3      | 1      | 1      | 5    |
| 2    | 네덜란드   | 3      | 0      | 0      | 3    |
| 3    | 러시아     | 1      | 2      | 1      | 4    |
| 4    | 프랑스     | 1      | 1      | 2      | 4    |
| 5    | 우크라이나 | 1      | 1      | 0      | 2    |
| 6    | 스페인     | 1      | 0      | 0      | 1    |
| 7    | 독일       | 0      | 2      | 1      | 3    |
| 8    | 이탈리아   | 0      | 1      | 2      | 3    |
| 9    | 오스트리아 | 0      | 1      | 0      | 1    |
| 9    | 영국       | 0      | 1      | 0      | 1    |
| 11   | 벨기에     | 0      | 0      | 2      | 2    |
| 12   | 리투아니아 | 0      | 0      | 1      | 1    |